# (5502) Brashear
(5502) Brashear est un astéroïde de la ceinture principale.

## Description
(5502) Brashear est un astéroïde de la ceinture principale. Il fut découvert le 1er mars 1984 à la station Anderson Mesa par Edward L. G. Bowell. Il présente une orbite caractérisée par un demi-grand axe de 2,67 UA, une excentricité de 0,13 et une inclinaison de 12,3° par rapport à l'écliptique.